# Base (architettura)

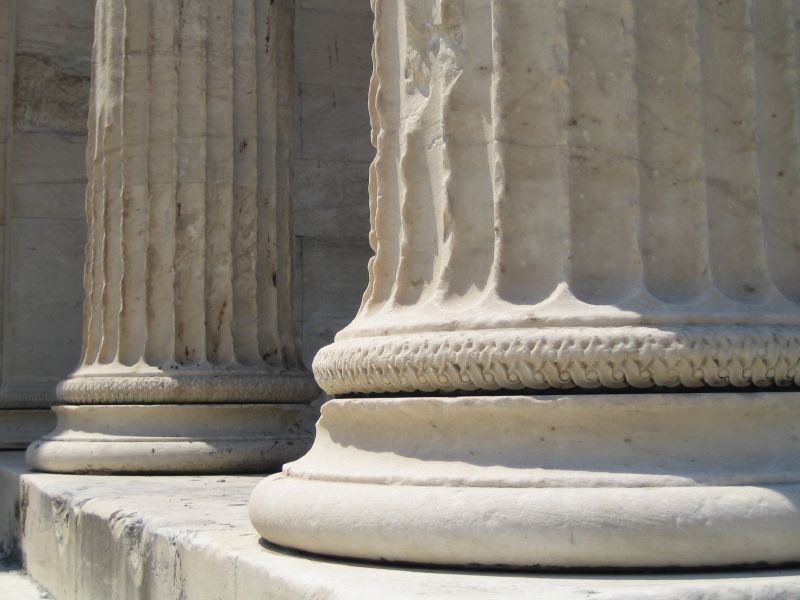
Basi attiche dell'Eretteo sull'Acropoli di Atene.

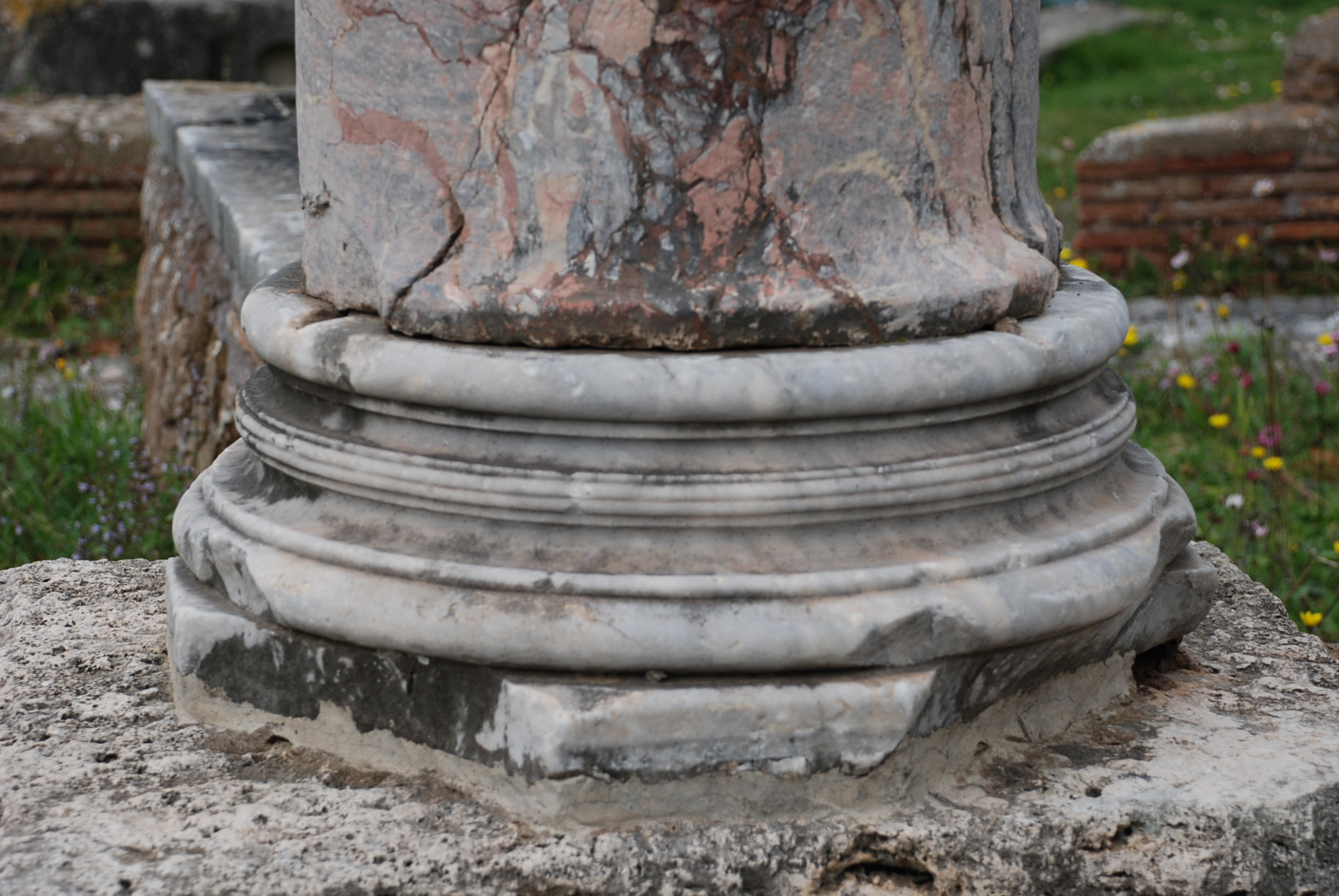
Base composita dagli scavi di Ostia.

La base in architettura è l'elemento inferiore degli ordini architettonici, sul quale poggia il fusto della colonna o del pilastro.
Questo termine viene anche usato per indicare l'elemento inferiore dell'edificio, ovvero il basamento, o il supporto di un oggetto, per esempio una scultura.
La base, come gli altri elementi degli ordini architettonici, nasce nell'ambito dell'architettura greca. Nell'ordine dorico la base era del tutto mancante, e inizia a comparire nei templi ionici dell'Anatolia nel VI secolo a.C., isolando il fusto della colonna dallo stilobate. Inizialmente si tratta di semplici "tori" (modanatura liscia a semicerchio convesso), ma gli elementi che la compongono tendono quindi a moltiplicarsi, come nell'Artemision di Efeso, con due scotiae (modanature a semicerchio o a tre quarti di cerchio concave sormontate da un toro).
Nell'evoluzione dell'ordine ionico che si ebbe quindi in Attica la base assunse una forma canonica con due tori separati da una scotia (come le basi che si possono vedere nell'Eretteo sull'acropoli di Atene, del V secolo a.C.): questa forma, diffusa successivamente anche nell'architettura romana, adottata anche per l'ordine corinzio e, in seguito, per quello composito, prende il nome di base attica.
A Roma, in particolare a partire dall'età augustea, si ebbe una nuova forma canonica di base, caratterizzata dal raddoppio della scotia tra i due tori, che prenderà il nome di base composita.
Un'altra caratteristica delle basi di epoca imperiale romana è la presenza di un "plinto" quadrato sotto la base rotonda della colonna, mentre in precedenza esistono basi prive di plinto, sia che questo facesse parte del blocco di fondazione della colonna, appena emergente rispetto alla pavimentazione, sia che fosse intagliato in un blocco separato. Inoltre diventa progressivamente più frequente l'uso di intagliare questo elemento architettonico separatamente, mentre in precedenza lo stesso blocco poteva comprendere anche l'imoscapo (estremità inferiore) del fusto della colonna.
In alcuni casi le modanature generalmente lisce della base potevano presentare decorazioni scolpite (si parla in questo caso di "base decorata")
In epoca tardo-imperiale in alcuni casi le basi potevano poggiare su un "piedistallo", che rialzava l'altezza delle colonne senza necessità di alterare le proporzioni del fusto, e nella più antica architettura bizantina quest'uso diventa sempre più frequente: le basi hanno dimensioni sempre più ridotte e in molti casi sono intagliate nello stesso blocco del piedistallo stesso.
Nel medioevo, quando spesso gli elementi architettonici romani vengono reimpiegati in nuove costruzioni, come per i colonnati di moltissime delle chiese della stessa Roma, si utilizzarono al di sotto dei fusti, sia basi più antiche, spesso adattate alle necessità del nuovo edificio, oppure altri elementi architettonici (come per esempio capitelli rovesciati), oppure ancora nulla del tutto, a seconda dei blocchi che si avevano a disposizione. Successivamente la riscoperta dell'architettura antica, e in particolare degli ordini architettonici classici nel Rinascimento, porterà ad un nuovo impiego di basi simili a quelle di epoca romana.